# Jagodna-Baude
Die Jagodna-Baude (polnisch Schronisko PTTK „Jagodna“, früher „Brandbaude“) ist eine Herberge im Habelschwerdter Gebirge, einem Gebirgszug der Sudeten in Polen.

## Lage und Beschreibung
Die Jagodna-Baude befindet sich auf der Flur des Dorfes Spalona (deutsch Brand), das zur Landgemeinde Bystrzyca Kłodzka (Habelschwerdt) gehört. Sie liegt auf einer Höhe von 811 m ü. NHN in der Nähe des Brandpasses (Przełęcz Spalona).
Sie ist über mehrere markierte Wanderwege, z. B. in 2,5 Stunden von Habelschwerdt aus, sowie mit dem Pkw auf der Sudetenstraße (Droga wojewódzka 389) erreichbar.
Die Baude bietet in Zimmern für 2 bis 7 Personen 56 Betten bei einfachem touristischem Standard und hat auch ein Getränke- und  Speisenangebot.
Sie kann als Ausgangspunkt für Wanderungen in das umgebende waldreiche Gebirge genutzt werden, z. B. in einer Stunde zum Heidelberg (Jagodna, 977 m) dem höchsten Gipfel des Habelschwerdter Gebirges. Oberhalb der Baude wird bei schneesicherer Lage ein 300 m langer Sessel-Skilift betrieben.

## Geschichte

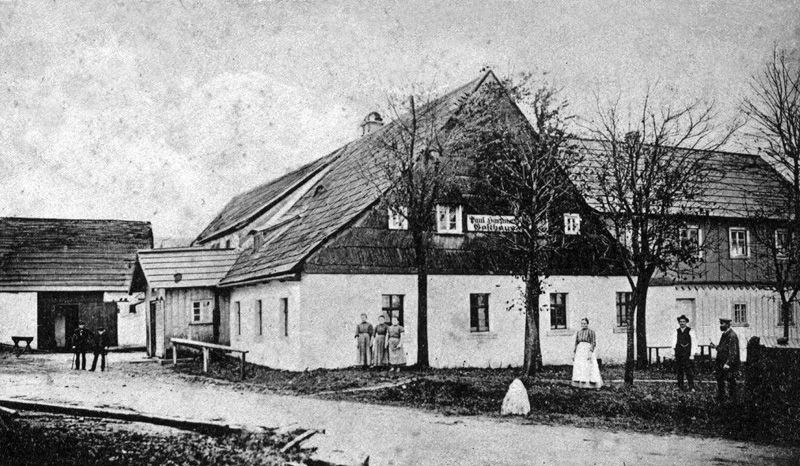
Gasthof Hartmann

Im Jahr 1895 erbaute Paul Hartmann in der Nähe des Brandpasses einen nach ihm benannten Gasthof, der später auch als Herberge genutzt wurde. Als zu Beginn des 20. Jahrhunderts der Wintersport Verbreitung fand, musste die Kapazität deutlich erhöht werden. Die Einrichtung hieß nun Gasthaus Brand.

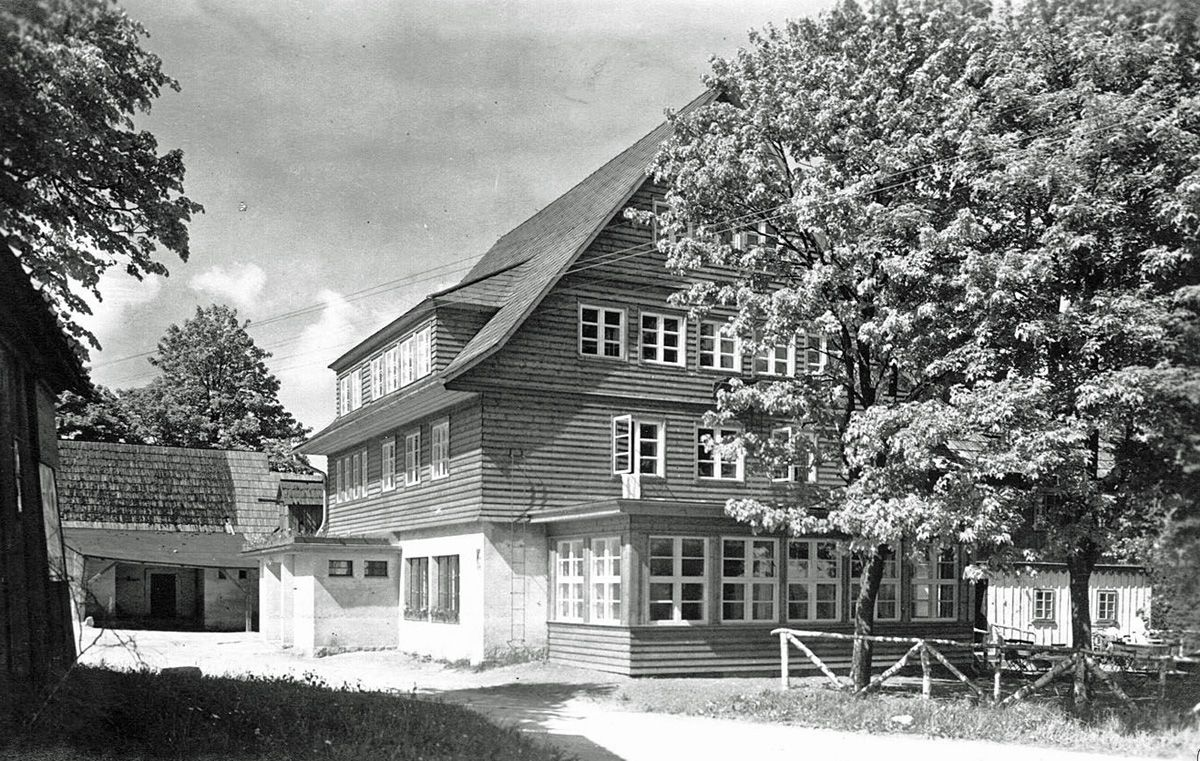
Brandbaude des Glatzer Gebirgsvereins

1927 übernahm der Glatzer Gebirgsverein die Baude, renovierte und erweiterte sie und gab ihr 1933 den Namen Brandbaude. Einen besonderen Aufschwung erfuhr sie durch den Bau der Sudetenstraße, die an ihr vorüberführte.
Als nach 1945 die deutsche Bevölkerung das Land verlassen musste, verfiel das Gebäude. 1948 wurde es von der Touristikverwaltung PTTK Glatz übernommen und nunmehr nach dem Heimatort Spalona benannt. In den folgenden Jahren gab es weitere Renovierungen. Dennoch behielt der Speisesaal mit seiner verglasten Veranda sein historisches Dekor und erinnert noch an die Atmosphäre des alten Gasthauses.
Ende der 1960er Jahre erhielt die Baude wieder einen neuen Namen, diesmal nach dem höchsten Berg des Habelschwerdter Gebirges, Jagodna.